# CXCO
『CXCO』（ちぇきっこ）は、チェキッ娘の1枚目のオリジナル・アルバム。1999年7月7日にポニーキャニオンから発売。

## 概要
14曲入りのDISC1と、『チェキッ娘の恋人探しCD』という企画盤のDISC2の2枚組CD。
3・11・13はシングル表題曲、4・6・7・8・10は各シングルのC/W曲（13 - 4・8、3 - 6・10のC/W）。
5・6は中原めいこによる作曲。その後一切の活動を休止した中原の最末期の楽曲。収録曲。9はaikoが作詞・作曲。aikoの他者への楽曲提供はこれまででも極めて少なく珍しい。サウンド・プロデュースは1曲を除いて全曲を亀田誠治が担当。楽曲陣に、おニャン子クラブに多数楽曲提供をした高橋研が本作の半数の楽曲を手掛けた。河村隆一、ROLLY、D・A・I、土橋安騎夫も参加。
7曲目『あしたのあたし』は長野県内の野麦峠近くの合宿所（『DAIBAクシン!!cheki b.』の企画の『ぷぅ野麦峠』で使われた）でレコーディングしたもの（周りのスタッフらもコーラスを入れ、本作のブックレットには、コーラスグループの名は『プーオールスターズ』とクレジットされている）。
ブックレットの中には、熊切、嶋野、森の「プー」の3人による、上記合宿所での写真が掲載。
一方、本作発売の9日後（7月16日）に発売されたシングル『海へ行こう〜Love Beach Love〜』のC/Wとして収録されたバージョンはスタジオ録音盤でコーラスが入っていない。次作アルバム『Best Memories』においてもシングル・バージョンが収録されており、合宿所収録のバージョンが収録されているのは本作のみで、1・8に、当時フジテレビプロデューサーだった水口昌彦も声出しで収録に参加している。
『恋人探しCD』は、各トラックで出演するメンバーがそれぞれ二択の質問を出し、「～～と思う人は○番（トラック）へ」と言った指示を出している（いわゆるゲームブックのような構成）。指示通りにたどっていくと、「あなたと最も相性のいいチェキッ娘」がわかるという構成になっている。
初回特典は、オリジナルうちわが付属された。

## 収録曲
※特記以外はチェキッ娘名義の曲

### DISC 1
特記以外　全編曲:亀田誠治
1. ちぇきっこちぇりぃどーる（3:27）[1]
作詞・作曲:ROLLY
2. 大好きな恋 （4:05）[1]
作詞:沢ちひろ
作曲:土橋安騎夫
3. 最初のキモチ（4:30）[1]
作詞:森浩美
作曲:D・A・I
4. ピンクのチェリー（3:52）[1]
歌:NEOちゃっきり娘（上田愛美、久志麻理奈、佐々木絵美子）
作詞・作曲:高橋研
5. せつないハーモニー（4:08）[1]
歌:田中里奈、五十嵐恵
作詞:さいとうみわこ
作曲:中原めいこ
6. アニマルサマーの夏が来る!（4:08）[1]
歌:NEOちゃっきり娘（上田愛美、久志麻理奈、佐々木絵美子）
作詞:高橋研
作曲:中原めいこ
7. あしたのあたし（3:27）[1]
歌:プー（熊切あさ美、嶋野蘭、森知子）
作詞・作曲:高橋研
8. ハダカになりたい（4:36）[1]
歌: NEOかしまし娘（下川みくに、熊切あさ美、町田恵）
作詞・作曲:高橋研
9. あたしの靴あなたの靴（4:25）[1]
歌: 野崎恵、松本江里子、加藤真由
作詞・作曲:aiko
10. ありがと・愛してる（3:58）[1]
歌: リトルマーメイド（矢作美樹、町田恵）
作詞・作曲:高橋研
11. 抱きしめて（4:59）[1]
作詞・作曲:Я・K
編曲:土橋安騎夫
12. デイドリーム（4:48）[1]
作詞・作曲:高橋研
13. はじまり（4:03）[1]
作詞:森浩美
作曲:D・A・I
14. チェキッ娘音頭（5:41）[1]
作詞:チェキッ娘+1
作曲:松田信男

### DISC 2 ｢チェキッ娘の恋人探しCD｣
※各トラックの出演者
| 1. 全員でCD内容の紹介 2. 藤岡麻美 3. 上田愛美 4. 矢作美樹 5. 五十嵐恵 6. 松本江里子 7. 熊切あさ美 8. 矢作美樹 9. 五十嵐恵 10. 田中里奈 11. 久志麻理奈 12. 上田愛美 13. 町田恵 14. 佐々木絵美子 15. 新井利佳 16. 松本江里子 17. 上田愛美 18. 久志麻理奈 19. 松本江里子 20. 久志麻理奈 | - 21. 久志麻理奈 - 22. 佐々木絵美子 - 23. 五十嵐恵 - 24. 町田恵 - 25. 佐々木絵美子 - 26. 藤岡麻美 - 27. 新井利佳 - 28. 藤岡麻美 - 29. 大瀧彩乃 - 30. 嶋野蘭 - 31. 森知子 - 32. 小林裕美 - 33. 加藤真由 - 34. 野崎恵 - 35. 森知子 - 36. 田中里奈 - 37. 大瀧彩乃 - 38. 小林裕美 - 39. 大田祐歌 - 40. 甲斐田聡美 | - 41. 野崎恵 - 42. 大田祐歌 - 43. 田中里奈 - 44. 大田祐歌 - 45. 加藤真由 - 46. 甲斐田聡美 - 47. 熊切あさ美 - 48. 加藤真由 - 49. 嶋野蘭 - 50. 熊切あさ美 |

## 参加ミュージシャン
- ドラムス：村石雅行（1・2・10）、松永俊弥（3）、倉内充（4・8）、河村智康（12）
- タンブリン：松永俊弥（3）、皆川真人（7）
- ベース：亀田誠治（1・2・4・8・10・12）、美久月千晴（3）
- ギター：西川進（1・2・4・7・8・12）、中村修司（3・5・6・9・10・13・14）、堀越信泰（11）
- バンジョー、マンドリン：中村修司（14）
- キーボード：上杉洋史（2・3・4・8・10・12・14）、大坪稔明（6）、土橋安騎夫（11）
- シンセサイザー：皆川真人（1・3・4）
- シンセサイザー・プログラミング：中山信彦（1・2・9）、北城浩志（3・4・5・6・8・10・12・13・14）、大山曜（11）
- トランペット、サクソフォーン、フリューゲルホルン、フルート、ブルースハープ、ハーモニカ：YOKAN
- コーラス：プーオールスターズ（7）、河合夕子（11）、広谷順子（13）

## スタッフ
- スーパーバイザー：平賀和人（ポニーキャニオン）、相良和矢（コントロール）